# Науслиц
На́услиц или Но́вослицы (нем. Naußlit; в.-луж. Nowoslicyо файле) — деревня в Верхней Лужице, Германия. Входит в состав коммуны Ральбиц-Розенталь района Баутцен в земле Саксония. Подчиняется административному округу Дрезден.

## География
Деревня располагается в долине реки Клостервассер в 17 км на северо-западе от Будишина, в 11 км на восток от Каменца.
На севере от деревни находится деревня Ральбицы, на северо-востоке — деревня Йитк коммуны Ракецы, на востоке — деревня Кослов коммуны Несвачидло, на юго-востоке — деревня Доброшицы, юго-западе — деревня Серняны и на западе — деревня Рожант.

## История
Впервые деревня упоминается в 1248 году как Новоседлиц (Novosedlitz). До XIX века деревня принадлежала монастырю Мариенштерн.
Весной 1945 года около деревни были ожесточённые сражения между немецкими войсками и подразделениями 2-й армии Войска Польского и Красной Армии. Деревня была разрушена во время этих сражений примерно на 90 %.
До 1957 года Новослицы имели статус самостоятельной коммуны. С 1994 года входит в состав коммуны Ральбиц-Розенталь.
В настоящее время деревня входит в состав культурно-территориальной автономии «Лужицкая поселенческая область», на территории которой действуют законодательные акты земель Саксонии и Бранденбурга, содействующие сохранению лужицких языков и культуры лужичан.

## Население
Согласно статистическому сочинению «Dodawki k statisticy a etnografiji łužickich Serbow» Арношта Муки в Новослицах в 1884 годах проживало 125 человек (все без исключения лужицкие сербы).
Лужицкий демограф Арношт Черник в своём сочинении «Die Entwicklung der sorbischen Bevölkerung» пишет, что лужицкое население деревни в 1956 году составляло 77 %.
В 1900 году численность населения составляла 124 человека. Наибольшая численность была в 1994 году (133 человека). На 31 декабря 2015 численность населения составляла 106 человек.
Официальным языком в населённом пункте, помимо немецкого, является верхнелужицкий язык.
| 1900 | 1993 | 1994 | 1995 | 1996 | 1997 | 1998 | 1999 | 2000 | 2002 | 2004 | 2006 | 2008 | 2010 | 2011 | 2012 | 2014 | 2015 |
| ---- | ---- | ---- | ---- | ---- | ---- | ---- | ---- | ---- | ---- | ---- | ---- | ---- | ---- | ---- | ---- | ---- | ---- |
| 124  | 125  | 133  | 130  | 126  | 127  | 129  | 129  | 124  | 130  | 129  | 128  | 124  | 117  | 116  | 108  | 109  | 106  |

## Известные жители и уроженцы
- Яцславк, Миклауш (1827—1862) — лужицкий поэт, сатирик.